# Evan Goldberg
Evan Goldberg (11 de maig de 1982, Vancouver, Canadà) és un director, productor i guionista de cinema canadenc. Va començar la seva carrera al món del cinema amb el seu amic de la infància Seth Rogen, amb qui ha produït i escrit tot de pel·lícules i diverses sèries de televisió de prestigi internacional. Com a director va començar el 2013 amb la pel·lícula This Is the End. Ell i Rogen han estat nominats a premis com els Premis Emmy, els Globus d'Or o els Premis Independents Spirit.

## Biografia
Prové d'una família d'origen jueu, va créixer al barri de Marpole, a Vancouver. Es va graduar a l'escola de secundària Point Grey i va entrar a la Universitat McGill de Montréal, al Quebec. L'any 2004 va iniciar la seva carrera com guionista amb el seu amic Seth Rogen, amb qui va començar a escriure guions per a la sèrie de televisió Da Ali G Show, creada i interpretada per Sacha Baron Cohen. Juntament amb Rogen, des del 2007 treballen conjuntament com guionistes i productors de cinema a diferents pel·lícules d'humor de gran èxit com Knocked Up, Superbad, Pineapple Express, Funny People, The Green Hornet, 50/50, The Watch, The Guilt Trip i el curt Jay and Seth vs The Apocalypse.
Va començar com a director l'any 2013 amb Seth Rogen, dirigint la pel·lícula This Is the End. Ha participat en films com Neighbors, Sausage Party i Bigfoot.

## Filmografia: guionista, productor i director
| Any  | Títol                              | Notes                                   |
| ---- | ---------------------------------- | --------------------------------------- |
| 2004 | Da Ali G Show                      | Guionista                               |
| 2007 | Knocked Up                         | Productor executiu i guionista          |
| 2007 | Superbad                           | Productor i guionista                   |
| 2007 | Jay and Seth versus the Apocalypse | Guionista                               |
| 2008 | Pineapple Express                  | Guionista                               |
| 2009 | Funny People                       | Productor executiu                      |
| 2010 | The Simpson                        | Guionista; 1 episodi: Homer the Whopper |
| 2011 | The Green Hornet                   | Guionista                               |
| 2011 | Goon                               | Idem                                    |
| 2011 | 50/50                              | Productor executiu                      |
| 2012 | The watch                          | Guionista                               |
| 2012 | The Guilt Trip                     | Productor                               |
| 2013 | This Is the End                    | Director, productor i guionista         |
| 2014 | Neighbors                          | Productor                               |
| 2014 | The Interview                      | Director, productor i guionista         |
| 2016 | Sausage Party                      | Productor i guionista                   |
| 2016 | Neighbors 2: Sorority Rising       | Productor                               |
| 2016 | Preacher                           | Idem; - Sony Pictures Television        |
| 2019 | Good Boys                          | Productor                               |